# کپلر-۴
کپلر-۴ یک ستاره است که در صورت فلکی اژدها قرار دارد.